# Instituto Polar Noruego

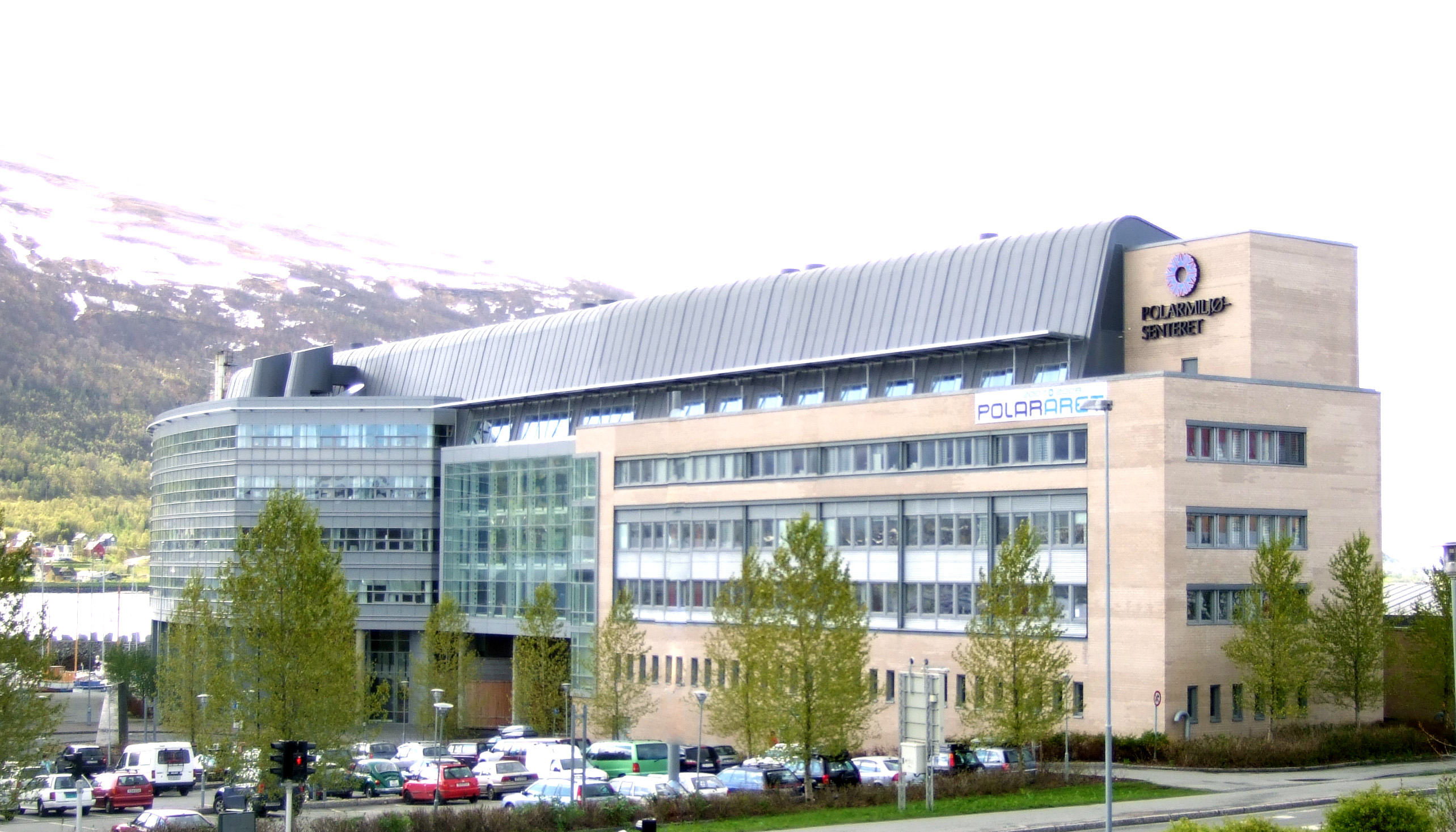
La sede del Norsk Polarinstitutt en Tromsø.

El Instituto Polar Noruego (en noruego: Norsk Polarinstitutt) es una institución pública de investigación y desarrollo científico fundada para el estudio de las regiones de alta latitud, con sede en Tromsø.
La institución funciona bajo la tutela del ministerio noruego de medio ambiente y tiene como misión la coordinación y organización de las misiones de investigación científica en las regiones polares bajo soberanía o responsabilidad de Noruega. Actúa también como órgano consultivo del Gobierno Noruego y de diversas instituciones internacionales en materias referentes al medio ambiente en regiones de clima polar. La institución emplea cerca de 110 personas, con instalaciones fijas en Tromsø (sede) y Ny-Ålesund (Svalbard). Opera también estaciones de investigación en la Tierra de la Reina Maud (Antártida).

## Directores
- 1948 - 1957 Harald Ulrik Sverdrup
- 1957 - 1960 Anders K. Orvin
- 1960 - 1983 Tore Gjelsvik
- 1983 - 1991 Odd Rogne
- 1991 - 1993 Nils Are Øritsland
- 1993 - 2005 Olav Orheim
- 2005 - ---- Jan-Gunnar Winther